# 고구인
고구인(1981년 5월 7일 ~ )은 대한민국의 성우다. 2010년 대원방송 2기 공채 성우로 데뷔하였다.

## 출연작품

### 안내방송
- KTX 차내 정차역 안내방송

### 애니메이션
- SD건담 삼국전 - 원술 즈사, 호진, 주준, 마원의, 하후연, 유표, 채모
- 페어리 테일 - 제트 / 토비 / 카인 히카루 / 팬서 리리
- 소년탐정 김전일 Original - 하자와 / 타키시타 / 오노우에 / 카야마 / 휴유키
- 후레쉬 프리큐어 - 소미아빠 / 영민 / 클라인
- 미라클체인지 퍼펙트반장 - 시완
- 우리들이 있었다
- 신령사냥 (애니박스) - 스즈키
- 해파리 공주 (애니박스) - 츠키미 아빠
- 와글와글 붕붕 삼총사 (애니박스)
- 디지몬 크로스워즈 (챔프) - 메일버드라몬, 블래스트몬, 돈도코몬, 모니터몬1
- 원피스 (대원방송) - 카쿠, 쥬라큘 미호크
  - 원피스 스탬피드 - 프랑키, 와포루
- 유희왕 5D's (챔프) - 클락 / 타로
- 유희왕 ZEXAL (챔프) - 고슈
- 드래곤볼Z 카이 (챔프) - 해설
- 슬램덩크 극장판 (애니박스) - 김대남
- 하트캐치 프리큐어! (대원방송) - 사마크 박사
- 삼총사 : 용감한 친구들 - 포로토스
- 엉뚱발랄 재키캣 (애니원) - 토레스
- 캡틴 근육맨 (챔프) - 근육맨
- 헌터X헌터 리메이크 (애니맥스) - 보포보
- 팩맨과 유령의 모험 (애니박스) - 스파이럴
- 몬스터 대학교 - 남자 심판
- 팬더와 친구들의 모험 - 차장
- 외계가족 졸리폴리 (KBS)
- 해피하모니 다마고치! - 스페이시치, 동카치
- 해피해피 다마고치! - 스페이시치, 동카치
- 괴도 조커 (카툰네트워크) - 강도단 대장
- 짱구는 못말려 극장판 16기~17기 - 부장

### 영화
- 삼국지 극장판 (CHING) - 유장 (이약민)

### 외화
- 파워레인저 미라클포스 (챔프)
- 파워레인저 캡틴포스 (챔프) - 셀리
- 파워레인저 고버스터즈 (챔프) - 박사
- 가면라이더 디케이드 - 카마다 (이리에 마사토) / 포틴
- 가면라이더 더블 - 나승일 / 워치맨 / 지강섭 / 구본승
- 가면라이더 오즈 (챔프) - 하이도 / 오즈 드라이버 벨트
- 가면라이더 제로원 - 뢰

### 내레이션
- 스타 직찍 (MBC every1)
- 7일간의 동행 (SBS 골프)
- 자연이 아이를 키운다 (MBC)
- 빗물 버릴 수 없다 (MBC)

### 게임
- 던전앤파이터 - 순혈자 데바스테르

### 광고
- 월드카 파워키